# Péter Mihály (nyelvész)
Péter Mihály (eredeti neve: Popper Mihály) (Budapest, 1928. november 8. – 2024. április 1.) magyar nyelvész, egyetemi tanár, professzor emeritus. A Nyelvtudományi Bizottság tagja, a Doktori Tanács nyelvtudományi, orientalisztikai és klasszika-filológiai szakbizottság tagja volt. A Nemzetközi Szlavisztikai Bizottság szláv poétikai és stilisztikai albizottságának tagja volt. A nyelvtudományok kandidátusa (1965), a nyelvtudományok doktora (1988).

## Életpályája
1946-ban a holokauszt túlélője volt. 1947–1949 között a Pázmány Péter Tudományegyetem hallgatója volt. 1949–1954 között a Leningrádi Állami Egyetemen tanult. 1954–1956 között az akkori Lenin Intézetben tanársegéd volt. 1956-tól az Eötvös Loránd Tudományegyetem Bölcsészettudományi Kar jelenlegi Orosz Nyelvi és Irodalmi Tanszékének, illetve jogelődjeinek oktatója volt; 1959-től adjunktusi, 1967-től docensi, majd 1985–1998 között egyetemi tanári beosztásban, végül 1998-tól professor emeritusként. 1972–1978 között a Bölcsészettudományi Kar dékánhelyettese volt. 1978–1991 között a Szláv Filológiai Tanszékcsoport vezetője volt. 1981–1991 között orosz-filológiai tanszékvezető volt. 1994–1997 között a Magyar Tudományos Akadémia közgyűlési képviselője volt. 1996–2016 között a Magyar Nyelvtudományi Társaság általános nyelvészeti szakosztályának elnöke volt. 1999-től emeritus professzor volt.
Kutatási területe az orosz és általános nyelvészet, a stilisztika, a költői nyelv vizsgálata, a fonológia és az orosz nyelvtörténet.

## Családja
Szülei Popper Hugó és Bíró Mária voltak. 1962-ben házasságot kötött Boros Ilonával. Két lányuk született: Éva (1965–) és Zsuzsanna (1967–).

## Művei
- Orosz történeti nyelvtan. Bevezetés és hangtan (1969)
- Tvardovszkij poémáinak költői nyelve (1970)
- A nyelvi érzelemkifejezés eszközei és módjai (1991)
- "Pár tarka fejezet csupán…" Puskin Jevgenyij Anyeginje a magyar fordítások tükrében (1999)
- Nyelv, stílus, költői beszéd. Válogatott tanulmányok (Budapest, 2005)
- A leplező nyelv: álcázás és ámítás a nyelv használatában (Budapest, 2012)
- Orosz verseim: egy tervezett költészeti szeminárium anyagai (Budapest, 2016)

## Díjai
- Révai Miklós-emlékérem (1993)
- Puskin-emlékérem (1999)
- Ruszista Életműdíj (2008)[4]
- Kosztolányi-emlékplakett (2009)[5]